# Małozorek zielonobrązowy
Małozorek zielonobrązowy (Microglossum olivaceum (Pers.) Gillet) – gatunek grzybów należący do rodziny patyczkowatych (Leotiaceae).

## Systematyka i nazewnictwo
Pozycja w klasyfikacji według Index Fungorum: Microglossum, Leotiaceae, Leotiales, Leotiomycetidae, Leotiomycetes, Pezizomycotina, Ascomycota, Fungi.
Po raz pierwszy opisał go w 1796 r. Christiaan Hendrik Persoon, nadając mu nazwę Geoglossum olivaceum. Obecną, uznaną przez Index Fungorum nazwę nadał mu Claude-Casimir Gillet w 1879 r.
Synonimy;
- Geoglossum olivaceum Pers. 1796
- Leptoglossum olivaceum (Pers.) W. Phillips 1887
- Microglossum fuscorubens Boud. 1907
- Mitrula olivacea (Pers.) Sacc. 1889[2]

Nazwa polska na podstawie opracowania M.A. Chmiel.

## Morfologia
Owocnik
Wysokość 15–30 mm, szerokość 2–5 mm, kształt maczugowaty do nieco spłaszczonego i nieregularnego. Gołym okiem główka i trzon nie są wyraźnie oddzielone, ale pod lupą lub mikroskopem separującym odróżniają się niewielką różnicą koloru. Główka o kształcie od cylindrycznego do maczugowatego, czasami nieco spłaszczona, rowkowana lub nieregularna, naga, matowo żółta do żółtawo brązowej. Trzon cylindryczny, nagi, tej samej barwy co główka, ale nieco ciemniejszy. Miąższ brązowawy do żółtawego, niezmieniający barwy po pokrojeniu, bez wyraźnego zapachu i smaku.
Cechy mikroskopowe
Zarodniki 12–15 × 3,5–5 µm, nieco wrzecionowate, z jedną stroną nieco bardziej spłaszczoną niż przeciwna, bardziej wypukła, gładkie, z jedną do kilku dużych gutuli, w KOH szkliste. Worki nieco maczugowate, gładkie, w KOH szkliste do żółtawych, o długości 85–100 µm. Parafizy 100–120 × 1,5–2,5 µm, zwykle wystające, nitkowato-cylindryczne, nieco maczugowate o wierzchołki nieco główkowatych, nieco zaokrąglonych lub nieco ostrych, gładkie, żółtawe do szklistych.
Czasami podawane jest, że zarodniki Microglossum olivaceum mają przegrody, jednak w licznych próbkach mikroskopowych nie zauważono ich.
Gatunki podobne
Małozorek zielony (Microglossum viride) ma bardziej zielony kolor i wyraźniejszą różnicę między główką i trzonem. Małozorek zielonobrązowy odróżnia się od niego także zawsze nagim trzonem.

## Występowanie i siedlisko
Znane jest występowanie małozorka zielonego na większości obszaru Europy, w Ameryce Północnej i Środkowej, Afryce, Korei, Australii i na Nowej Zelandii. W Polsce jest rzadki. Znajduje się na Czerwonej liście roślin i grzybów Polski. Ma status V– gatunek narażony, który zapewne w najbliższej przyszłości przesunie się do kategorii wymierających, jeśli nadal będą działać czynniki zagrożenia.
Prawdopodobnie jest grzybem saprotroficznym. Rośnie samotnie lub w grupkach w mchu pod twardym drewnem. Owocniki tworzy od lata do jesieni.